# 阿翁拉佩兹
阿翁拉佩兹（法語：Avon-la-Pèze，法語發音：[avɔ̃ la pɛz]）是法国奥布省的一个市镇，属于塞纳河畔诺让区。

## 地理
阿翁拉佩兹（48°23'20"N, 3°39'15"E）面积12.7 平方千米，位于法国大東部大區奥布省，该省份为法国中北部省份，北起马恩省，西接塞纳-马恩省，西南至约讷省，东南至科多尔省，东临上马恩省。
与阿翁拉佩兹接壤的市镇（或旧市镇、城区）包括：布尔德奈、费莱马西伊、马西伊勒阿耶、马里尼勒沙泰勒、里尼拉诺讷斯、圣吕皮安。

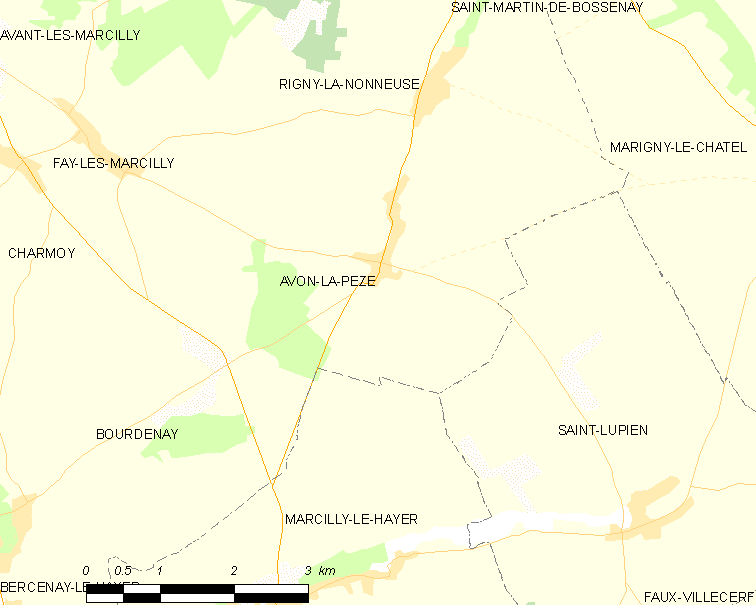
阿翁拉佩兹的OSM定位图

阿翁拉佩兹的时区为UTC+01:00、UTC+02:00（夏令时）。

## 行政
阿翁拉佩兹的邮政编码为10290，INSEE市镇编码为10023。

## 政治
阿翁拉佩兹所属的省级选区为圣利耶县。

## 人口

1962-2008年间阿翁拉佩兹人口变化图示

阿翁拉佩兹于2022年1月1日时的人口数量为209人。